# Campeonato de Formula 4 ACCR de 2022
A temporada de 2022 do Campeonato de Fórmula 4 ACCR será a primeira temporada do Campeonato ACCR de Fórmula 4, uma série de automobilismo para a Europa Central e Oriental, organizada pelo Automobile Club of the Czech Republic (ACCR; em tcheco/checo:  Autoklub České republiky (AČR) ). A temporada começará com sua primeira rodada no Red Bull Ring e a última rodada no Circuito de Monza, na Itália. O campeonato usa principalmente o chassi Tatuus T-421, embora o Tatuus F4-T014 seja elegível para a classe Trophy.
A ACCR Formula 4 ocorrerá no pacote ESET V4 Cup. Todas as corridas são transmitidas ao vivo online e os destaques da corrida serão exibidos em uma revista semanal de TV no Eurosport.

## Equipes e pilotos
| Equipe                     |    | Condutor         | Classe | Rodadas     |
| -------------------------- | -- | ---------------- | ------ | ----------- |
| Renauer Motorsport         | 4  | Tim Miedl        | J      | A confirmar |
| Renauer Motorsport         | 44 | William Karlsson | J      | A confirmar |
| Lema Racing                | 5  | Tommaso Lovati   | J T    | A confirmar |
| JMT Engenharia de Corridas | 23 | Vojtěch Birgus   |        | A confirmar |
| Corrida de Trevor          | 68 | Zénó Kovács      | J      | A confirmar |

| Ícone | Lenda                                             |
| ----- | ------------------------------------------------- |
| T     | Classe de troféus                                 |
| J     | Pilotos que disputam o Campeonato de Juniores     |
| C     | Troféu feminino                                   |
| G     | Pilotos convidados inelegíveis para marcar pontos |

## Calendário
Todas as rodadas, exceto a rodada de Brno, apoiarão o TCR Eastern Europe Trophy. Em 30 de março, a rodada em Hungaroring foi cancelada, com Monza sendo adicionada ao calendário como o evento final da temporada.
|   |    | Circuito/Local                         | Data               |
| - | -- | -------------------------------------- | ------------------ |
| 1 | R1 | Red Bull Ring, Spielberg               | 3 a 5 de junho     |
| 1 | R2 | Red Bull Ring, Spielberg               | 3 a 5 de junho     |
| 2 | R1 | Circuito de Corridas de Poznań, Poznań | 24 a 26 de junho   |
| 2 | R2 | Circuito de Corridas de Poznań, Poznań | 24 a 26 de junho   |
| 3 | R1 | Automotodrom Grobnik, Čavle            | 22 a 24 de julho   |
| 3 | R2 | Automotodrom Grobnik, Čavle            | 22 a 24 de julho   |
| 4 | R1 | Eslováquia, Orechová Potôň             | 19 a 21 de agosto  |
| 4 | R2 | Eslováquia, Orechová Potôň             | 19 a 21 de agosto  |
| 5 | R1 | Circuito de Brno, Brno                 | 9 a 11 de setembro |
| 5 | R2 | Circuito de Brno, Brno                 | 9 a 11 de setembro |
| 6 | R1 | Circuito de Monza, Monza               | 28 a 30 de outubro |
| 6 | R2 | Circuito de Monza, Monza               | 28 a 30 de outubro |

## Resultados da corrida
|   |    | O circuito           | Pole | Volta mais rápida | Vencedor |
| - | -- | -------------------- | ---- | ----------------- | -------- |
| 1 | R1 | Red Bull Ring        |      |                   |          |
| 1 | R2 | Red Bull Ring        |      |                   |          |
| 2 | R1 | Autódromo de Poznan  |      |                   |          |
| 2 | R2 | Autódromo de Poznan  |      |                   |          |
| 3 | R1 | Automotodrom Grobnik |      |                   |          |
| 3 | R2 | Automotodrom Grobnik |      |                   |          |
| 4 | R1 | Slovakiaring         |      |                   |          |
| 4 | R2 | Slovakiaring         |      |                   |          |
| 5 | R1 | Circuito de Brno     |      |                   |          |
| 5 | R2 | Circuito de Brno     |      |                   |          |
| 6 | R1 | Circuito de Monza    |      |                   |          |
| 6 | R2 | Circuito de Monza    |      |                   |          |